# Villy-le-Pelloux
Villy-le-Pelloux är en kommun i departementet Haute-Savoie i regionen Auvergne-Rhône-Alpes i sydöstra Frankrike. Kommunen ligger i kantonen Annecy-le-Vieux som tillhör arrondissementet Annecy. År 2022 hade Villy-le-Pelloux 1 009 invånare.

## Befolkningsutveckling
Antalet invånare i kommunen Villy-le-Pelloux
| Referens: INSEE |